# إقليم عرتا
 إقليم عرتا هو أحد الأقاليم الستة في جيبوتي.